# Stazione di Grésy-sur-Isère
La stazione di Grésy-sur-Isère (in francese Gare de Grésy-sur-Isère) è la principale stazione ferroviaria di Grésy-sur-Isère, Francia.